# Walhalla (komedieserie)
Walhalla is een Nederlandse komedieserie van BNN die begin 2011 te zien was. Samen met Feuten is het een van de twee series die zijn geproduceerd om het wegvallen van BNN's soapserie ONM op te vangen.
De komedieserie draait om zes totaal verschillende Amsterdammers die allemaal op de Wallen wonen en werken. Ze ontmoeten elkaar telkens in hun gezamenlijke stamcafé, koffiehuis Walhalla. Hier bespreken ze zaken zoals hun werk, de liefde, seks en het leven in het algemeen.
De regie is in handen van Job Gosschalk en Pieter van Rijn. Vaste rollen zijn weggelegd voor onder anderen Eva Van Der Gucht als Robin, de eigenaresse van Walhalla, en Steyn de Leeuwe en Bridget Maasland als twee van de stamgasten van het café.

## Rolverdeling
| Acteur                  | Personage                 |
| ----------------------- | ------------------------- |
| Eva Van Der Gucht       | Robin Hengeveld           |
| Bridget Maasland        | Carla Bonhoeffer Lebowits |
| Johnny de Mol           | Mark Mollema              |
| Jelle de Jong           | Melle Dekker              |
| Mariana Aparicio Torres | Molly Snoeks              |
| Steyn de Leeuwe         | Manus Pinto               |
| Tosca Niterink          | Nel Blauw                 |
| Ruben Nicolai           | Bart Jan Mosterd          |
| Adrian Brine            | Julius                    |

## Afleveringen
| Nr. | Titel                            | Uitzenddatum     | Kijkcijfers |
| --- | -------------------------------- | ---------------- | ----------- |
| 1   | Juf Tineke                       | 3 januari 2011   | 551.000     |
| 2   | Buck Rogers                      | 3 januari 2011   | 551.000     |
| 3   | Mark is kunstenaar               | 10 januari 2011  | 350.000     |
| 4   | Een hond is een hond is een hond | 17 januari 2011  | 278.000     |
| 5   | Molly's vertrek                  | 24 januari 2011  | 237.000     |
| 6   | Robin’s verjaardag               | 31 januari 2011  | 271.000     |
| 7   | Keetje Tippel                    | 7 februari 2011  | 333.000     |
| 8   | Feromonen                        | 14 februari 2011 | 280.000     |
| 9   | Rooie Sien                       | 21 februari 2011 | 254.000     |
| 10  | The bells, the bells             | 28 februari 2011 | 205.000     |
| 11  | Rachel de musical                | 7 maart 2011     | 170.000     |
| 12  | Dag Julius                       | 14 maart 2011    | 193.000     |

3 op Reis ·
Afkicken ·
De allerslechtste echtgenoot van Nederland ·
Atletico Ananas ·
AVRO's Sterrenslag ·
Baby te huur ·
De Badgasten ·
De beste ·
Bitches ·
Bloed, Zweet en Luxeproblemen ·
Break Free · 
Cash Cab ·
Comedy Live ·
Costa! ·
Crazy 88 ·
Dennis en Valerio vs de rest ·
Dennis vs Valerio ·
Doe Maar Normaal ·
Egoland ·
Feuten ·
Finals ·
Floortje en de ambassadeurs · 
Floortje naar het einde van de wereld ·
Get Smarter in a Week ·
Golden Oldies ·
De Grote Donorshow ·
Hey DJ ·
Je zal het maar hebben ·
Je zal het maar zijn ·
Kannibalen ·
Katja vs Bridget ·
Katja vs De Rest ·
Kebab TV ·
De Klimaatpolitie ·
Lama gezocht ·
De Lama's ·
Lijst 0 ·
Loverboys ·
MaDiWoDoVrijdagshow ·
De Man met de Hamer ·
Mystery Party ·
De Nationale Eettest ·
De Nationale IQ Test ·
Neuken doe je zo! ·
De Nieuwste Show ·
Nu we er toch zijn ·
Onderweg naar Morgen ·
Over Mijn Lijk ·
Ranking the Stars ·
Rat van Fortuin ·
Ruben vs Geraldine ·
Ruben vs Katja ·
Ruben vs Sophie ·
Het schnitzelparadijs ·
De School ·
De slechtste chauffeur van Nederland ·
Sluipschutters ·
Smeris ·
De Social Club ·
Spuiten en Slikken ·
De Stalkshow ·
StartUp ·
Sterretje Gezocht ·
Stop in the Name of Love ·
Tessa ·
Tequila ·
Top of the Pops ·
Try Before You Die ·
Van God Los ·
Vier handen op één buik ·
VOC ·
Vrijdag op Maandag ·
Waar kan ik je 's nachts voor wakker maken? ·
Walhalla ·
Weg met BNN ·
De Zeven Zeeën